# Sphenorhina intricata
Sphenorhina intricata är en insektsart som beskrevs av Victor Lallemand 1938. Sphenorhina intricata ingår i släktet Sphenorhina och familjen spottstritar. Inga underarter finns listade i Catalogue of Life.